# CRC Press
CRC Press, LLC este un grup editorial american care este specializat în producerea de cărți tehnice. Multe dintre cărțile lor prezintă informații despre inginerie, știință și matematică. Domeniul lor de aplicare include, de asemenea, cărți despre afaceri, criminalistică și tehnologia informației. CRC Press este acum o divizie a companiei Taylor & Francis⁠(d), ea însăși o subsidiară a grupului britanic Informa⁠(d).

## Istorie
CRC Press a fost fondată ca Chemical Rubber Company (CRC) în 1903 de frații Arthur, Leo și Emanuel Friedman în Cleveland, Ohio, pe baza unei afaceri anterioare a lui Arthur, care începuse să vândă halate din cauciuc de laborator în 1900. Compania s-a extins treptat pentru a include vânzările de echipamente de laborator către chimiști. În 1913, CRC a oferit un manual scurt (116 de pagini) numit Manualul cauciucului (Rubber Handbook) ca stimulent pentru orice achiziție a unei duzini de șorțuri. De atunci, Manualul cauciucului a evoluat în cartea emblematică a CRC, Manualul CRC de chimie și fizică (CRC Handbook of Chemistry and Physics).
În 1964, Chemical Rubber a decis să se concentreze pe proiectele sale de publicare, iar în 1973, compania și-a schimbat numele în CRC Press, Inc și a părăsit activitatea de producție, care a fost preluată de Lab Apparatus Company.
În 1986, CRC Press a fost cumpărată de Times Mirror Company⁠(d). Times Mirror a început să exploreze posibilitatea vânzării CRC Press în 1996, iar în decembrie a anunțat vânzarea CRC către Information Ventures. În 2003, CRC a devenit parte a Taylor & Francis, care în 2004 a devenit parte a editurii britanice Informa.